# Orthotmeta foliacea
Orthotmeta foliacea là một loài bướm đêm trong họ Geometridae.